# Inácio Martins
Inácio Martins is een gemeente in de Braziliaanse deelstaat Paraná. De gemeente telt 11.431 inwoners (schatting 2009).

## Aangrenzende gemeenten
De gemeente grenst aan Cruz Machado, Guarapuava, Irati, Pinhão en Rio Azul.